# Dangereuse Liaison
Dangereuse liaison (Virual Lies ou Cyber Seduction) est un téléfilm canadien réalisé par George Erschbamer, diffusé aux États-Unis le 16 septembre 2012 sur Lifetime.

## Synopsis
Les manœuvres diaboliques d'une femme pour récupérer son amant, un homme marié et père de famille qui a décidé de la quitter.

## Fiche technique
- Titre original : Cyber Seduction
- Titre français : Dangereuse liaison
- Titre belge : Virtual Lies
- Réalisation : George Erschbamer
- Scénario :
- Décors : James Purvis
- Costumes : Andrea Desroches
- Photographie : Cliff Hokanson
- Montage : Asim Nuraney
- Musique : Christopher Nickel
- Production : Wendy McKernan
- Sociétés de production : Cyber Productions et Reel One Pictures
- Pays d'origine : Canada
- Langue originale : anglais
- Format : couleur
- Genre : thriller
- Durée : 90 minutes
- Dates de diffusion :
  -  France : 5 janvier 2012
  -  Belgique : 19 août 2012

## Distribution
- Christina Cox (VF: Virginie Mery) : Jamie Chapman
- Marc Menard (en) (VF: Bruno Mullenaerts) : William Chapman
- Ali Liebert (VF: Mélanie Dermont) : Allison Dean
- Quinn Lord : Dylan Chapman
- Brenda M. Crichlow : Rose Peterson
- Jennifer Spence : Docteur Gloria Reese
- Alexander Calvert : Ty Sanderson
- Jennifer Kosovic : Geena
- Michael Daingerfield (en) : Docteur John Turner
- Christos Shaw : Danny
- John Tench : Walker
- Kelly-Ruth Mercier : Mère
- Stephanie Hannay : Professeur